# Sarcophaga hongheensis
Sarcophaga hongheensis är en tvåvingeart som beskrevs av Li och Ye 1992. Sarcophaga hongheensis ingår i släktet Sarcophaga och familjen köttflugor.
Artens utbredningsområde är Yunnan (Kina). Inga underarter finns listade i Catalogue of Life.